# Jonathan-Raphaël Bischoffsheim
Pour les articles homonymes, voir Bischoffsheim (homonymie) et Famille Bischoffsheim.
Jonathan-Raphaël Bischoffsheim, né le 7 avril 1808 à Mayence (autrefois chef-lieu du Mont-Tonnerre), et mort le 5 février 1883 à Boitsfort[pertinence contestée], est un banquier, homme politique et philanthrope belge, d'origine juive mayençaise.

## Biographie
Jonathan-Raphaël Bischoffsheim épouse le 11 juin 1832 à Mayence Henriette Goldschmidt (1812-1892), avec qui il a 4 enfants : Clara, Regina, Ferdinand et Hortense. Après la révolution belge de 1830, il s'installe à Bruxelles et contribue au développement de la puissance financière belge. Il inspira la politique monétaire de la Belgique indépendante, finança de nombreux emprunts publics et privés et participera à la création de nombreuses nouvelles entreprises belges. Il prend la tête des affaires familiales à partir de 1848, lorsque son frère aîné Louis-Raphaël s'installe à Paris, et sauve la Banque de Belgique de la faillite grâce à un prêt sans commission en 1841. Il participera à la gestion financière de la Belgique et fut conseiller de Léopold I.
Il fut conseiller communal de Bruxelles (1848) et sénateur de 1868 à son décès,,.
Il est inhumé au cimetière de Bruxelles à Evere.

### Famille de Jonathan-Raphaël Bischoffsheim
- Frères et sœurs :
  - Louis Raphaël Bischoffsheim (Mayence, 1800 - Paris, 1873), père de Raphaël Bischoffsheim
  - Amalia Bischoffsheim (1802)
  - Heinrich Bischoffsheim
  - Clara Bischoffsheim (1810-1876), épouse Meyer Joseph comte Cahen d'Anvers
- Enfants :
  - Clara Bischoffsheim (1833-1899), épouse en 1855 Maurice baron de Hirsch de Gereuth
  - Régina Bischoffsheim (1834-1905, épouse Léopold H. Goldschmidt.
  - Ferdinand Bischoffsheim (1837-1909), épouse Mary Paine ; il est le grand-père de Marie-Laure de Noailles ; il est cofondateur avec son beau-frère Maurice de Hirsch, de la Banque Bischoffsheim de Hirsch, qui, absorbée en 1870 par la Banque de crédit et de dépôt des Pays-Bas, donne naissance en 1872, après fusion avec la Banque de Paris, à la Banque de Paris et des Pays-Bas.
  - Hortense Bischoffsheim (1843-1901), épouse en 1866 Georges Montefiore-Levi.

## Activités financières de Jonathan-Raphaël Bischoffsheim
Entre 1830 et 1870, Bischoffsheim fonde ou participe financièrement à la plupart des grandes entreprises industrielles ou de transport de Belgique :
- Compagnie de Floreffe pour la Fabrication de Glaces et de Produits chimiques
- Compagnie royale asturienne des Mines
- Compagnie immobilière de Belgique
- Société des Chemins de fer du Nord de la Belgique
- Société des Chemins de fer de Turnhout
- Société des Charbonnages et Hauts fourneaux d'Ougrée
- Société anonyme des Charbonnages de Courcelles-Nord
- Société anonyme pour l'Exploitation des Brevets John Cockerill

Il participe également à la création de nombreuses institutions bancaires :
- 1835 : Banque de Belgique[5]
- 1848 : Union du Crédit de Bruxelles
- 1850 : Banque nationale de Belgique, dont il est l'un des directeurs de 1850 à 1870
- 1860 : Crédit communal de Belgique
- 1867 : Caisse Générale d’Épargne et de Retraite - CGER

## Mandats et fonctions
- 1848-1883 : Conseiller communal de la ville de Bruxelles.
- 1862-1883 : Sénateur belge.

## Action philanthropique
Jonathan-Raphaël Bischoffsheim consacre une part importante de son activité et de ses moyens à l'amélioration de l'enseignement et de l'éducation à Bruxelles. Cofondateur de la Ligue de l'Enseignement et de l' Association pour l'enseignement professionnel féminin (1864), un institut portant son nom fut instauré à Bruxelles en 1867, suivi par l'école professionnelle Funck (1873) et l'école ménagère Auguste Couvreur (1878). 
En 1874, il devient administrateur à l'ULB, où il crée une chaire de langue arabe.
Il fit également des dons à des œuvres de charité juives et fut membre du Consistoire central israélite de Belgique.
Après sa mort, ses héritiers firent dont d'une partie de sa fortune à des œuvres de bienfaisance en Belgique.

## Hommages
- Boulevard Bischoffsheim, à Bruxelles.
- Place Bischoffsheim, à Watermael-Boitsfort
- Institut Bischoffsheim, à Bruxelles.